# Калашникова Наталія Іванівна
Наталія Іванівна Калашникова — радянський та мексиканський математик, що спеціалізується на математичній оптимізації, особливо дворівневій оптимізації, із застосуванням у моделюванні міграції населення та ціноутворенні природного газу та платних автодоріг. Професор Автономного університету Нуево-Леон на факультеті фізико-математичних наук.

## Навчання та кар'єра
У 1978 році Наталія Калашникова здобула освітній ступінь магістра математичних наук у Новосибірському державному університеті . У 1989 році в Сибірському відділенні Академії наук СРСР вона захистила докторську дисертацію на тему «Контроль точності в дворівневих ітераційних процесах», підготовлена під керівництвом Володимира Олександровича Булавського. Вона також отримала другий освітній ступінь магістра зі спеціальності економіки в Сумському державному університеті в Україні в 1999 році.
Наталія Калашникова працювала також викладачкою Алтайського державного технічного університету, Сибірського державного університету телекомунікацій та інформатики в Новосибірську та Сумського державного університету, а також докторантом Центрального економіко-математичного інституту. У 2001 році вона переїхала на свою нинішню посаду в Мексиці в Автономному університеті Нуево-Леон.

## Визнання
Наталія Калашникова облана членом-кореспондентом Мексиканської академії наук.

## Особисте життя
Наталія Калашникова одружена з науковцем В'ячеславом Калашниковим Поліщуком, колишнім радянським математиком, що також проживає у Мексиці.

## Наукові праці
Наталія Калашникова є співавторкою книг, серед яких:
- Проблеми дворівневого програмування: теорія, алгоритми та застосування до енергетичних мереж (разом зі Стефаном Демпе, В'ячеславом Калашниковим та Герардо А. Перес-Вальдесом, Springer, 2015)
- Public Interest and Private Enterprize [ (разом з Хосе Гвадалупе Флорес Муньїсом, В'ячеславом Калашниковим та Владиком Крейновичем, Конспект лекцій у мережах і системах 138, Springer, 2021)